# Albumy numer jeden w roku 1981 (USA)
Lista najlepiej sprzedających się albumów w Stanach Zjednoczonych w 1981 tworzona przez magazyn Billboard na podstawie Billboard 200.

## Historia notowania
| Data publikacji | Album                                 | Artysta                        |
| --------------- | ------------------------------------- | ------------------------------ |
| 3 stycznia      | Double Fantasy                        | John Lennon featuring Yoko Ono |
| 10 stycznia     | Double Fantasy                        | John Lennon featuring Yoko Ono |
| 17 stycznia     | Double Fantasy                        | John Lennon featuring Yoko Ono |
| 24 stycznia     | Double Fantasy                        | John Lennon featuring Yoko Ono |
| 31 stycznia     | Double Fantasy                        | John Lennon featuring Yoko Ono |
| 7 lutego        | Double Fantasy                        | John Lennon featuring Yoko Ono |
| 14 lutego       | Double Fantasy                        | John Lennon featuring Yoko Ono |
| 21 lutego       | Hi Infidelity                         | REO Speedwagon                 |
| 28 lutego       | Hi Infidelity                         | REO Speedwagon                 |
| 7 marca         | Hi Infidelity                         | REO Speedwagon                 |
| 14 marca        | Hi Infidelity                         | REO Speedwagon                 |
| 21 marca        | Hi Infidelity                         | REO Speedwagon                 |
| 28 marca        | Hi Infidelity                         | REO Speedwagon                 |
| 4 kwietnia      | Paradise Theater                      | Styx                           |
| 11 kwietnia     | Paradise Theater                      | Styx                           |
| 18 kwietnia     | Hi Infidelity                         | REO Speedwagon                 |
| 25 kwietnia     | Hi Infidelity                         | REO Speedwagon                 |
| 2 maja          | Hi Infidelity                         | REO Speedwagon                 |
| 9 maja          | Paradise Theater                      | Styx                           |
| 16 maja         | Hi Infidelity                         | REO Speedwagon                 |
| 23 maja         | Hi Infidelity                         | REO Speedwagon                 |
| 30 maja         | Hi Infidelity                         | REO Speedwagon                 |
| 6 czerwca       | Hi Infidelity                         | REO Speedwagon                 |
| 13 czerwca      | Hi Infidelity                         | REO Speedwagon                 |
| 20 czerwca      | Hi Infidelity                         | REO Speedwagon                 |
| 27 czerwca      | Mistaken Identify                     | Kim Carnes                     |
| 4 lipca         | Mistaken Identify                     | Kim Carnes                     |
| 11 lipca        | Mistaken Identify                     | Kim Carnes                     |
| 18 lipca        | Mistaken Identify                     | Kim Carnes                     |
| 25 lipca        | Long Distance Voyager                 | The Moody Blues                |
| 1 sierpnia      | Long Distance Voyager                 | The Moody Blues                |
| 8 sierpnia      | Long Distance Voyager                 | The Moody Blues                |
| 15 sierpnia     | Precious Time                         | Pat Benatar                    |
| 22 sierpnia     | 4                                     | Foreigner                      |
| 29 sierpnia     | 4                                     | Foreigner                      |
| 5 września      | Bella Donna                           | Stevie Nicks                   |
| 12 września     | Escape                                | Journey                        |
| 19 września     | Tattoo You                            | The Rolling Stones             |
| 26 września     | Tattoo You                            | The Rolling Stones             |
| 3 października  | Tattoo You                            | The Rolling Stones             |
| 10 października | Tattoo You                            | The Rolling Stones             |
| 17 października | Tattoo You                            | The Rolling Stones             |
| 24 października | Tattoo You                            | The Rolling Stones             |
| 31 października | Tattoo You                            | The Rolling Stones             |
| 7 listopada     | Tattoo You                            | The Rolling Stones             |
| 14 listopada    | Tattoo You                            | The Rolling Stones             |
| 21 listopada    | 4                                     | Foreigner                      |
| 28 listopada    | 4                                     | Foreigner                      |
| 5 grudnia       | 4                                     | Foreigner                      |
| 12 grudnia      | 4                                     | Foreigner                      |
| 19 grudnia      | 4                                     | Foreigner                      |
| 26 grudnia      | For Those About to Rock We Salute You | AC/DC                          |